# 巨人计算机

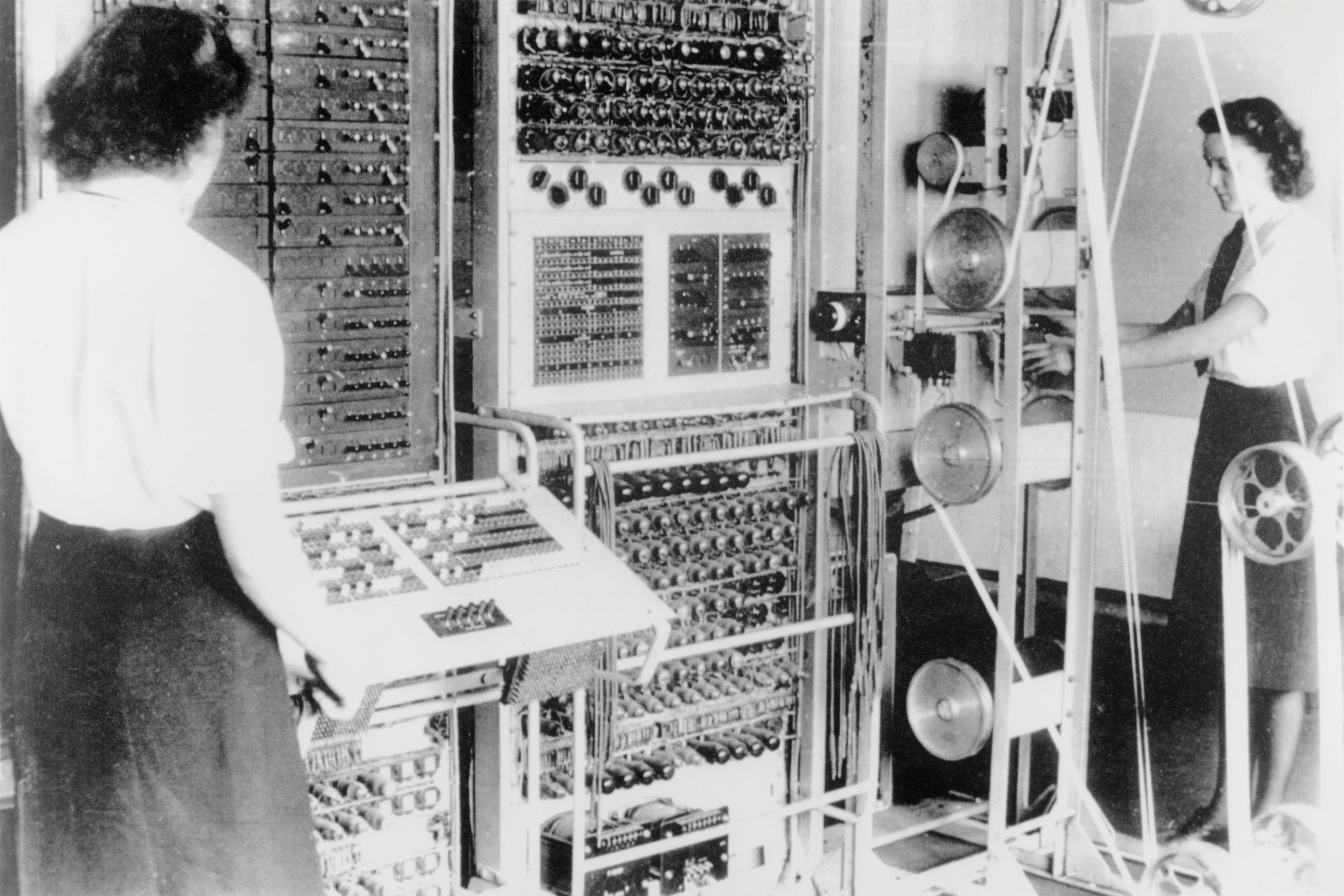
多萝西-杜博松（左）和埃尔西-布克（右）正在操作的 Colossus Mark 2 破译计算机，1943 年

巨人计算机（英語：Colossus computer）是英国密码分析师在1943年至1945年间为帮助破译洛仑兹密码机而设计的一组计算机，使用真空管来进行逻辑代数和计数运算。巨人计算机因此被认为是世上首台可编程的电子数字计算机。